# World Snooker Hall of Fame
World Snooker Hall of Fame - Síň slávy, kde jsou každoročně uvedeni nejlepší hráči snookeru. Ocenění je udíleno po skončení sezóny. Síň slávy založily World Snooker a World Professional Billiards a Snooker Association (WPBSA) v roce 2011.

## Historie
Do této síně slávy jsou uváděni hráči snookeru (mistři světa) žijící i již nežijící. 
Po svém založení v roce 2011 do ní bylo uvedeno osm hráčů: Joe Davis, Fred Davis, John Pulman, Ray Reardon, John Spencer, Alex Higgins, Steve Davis a Stephen Hendry.
V roce 2012 obdrželi další čtyři hráči toto ocenění – Walter Donaldson, Mark Williams, John Higgins a Ronnie O’Sullivan.
Terry Griffiths, Joe Johnson, Ken Doherty, Peter Ebdon, Shaun Murphy, Graeme Dott a Neil Robertson byli přidáni v roce 2013.
V roce 2014 se k tomuto klubu velikánů připojili Dennis Taylor a Cliff Thorburn.
Mark Selby a John Parrott byli vybráni v roce 2015.

## Ocenění hráči
| Rok uvedení | Země          | Hráč              |
| ----------- | ------------- | ----------------- |
| 2011        | Anglie        | Joe Davis         |
| 2011        | Anglie        | Fred Davis        |
| 2011        | Anglie        | John Pulman       |
| 2011        | Wales         | Ray Reardon       |
| 2011        | Anglie        | John Spencer      |
| 2011        | Severní Irsko | Alex Higgins      |
| 2011        | Anglie        | Steve Davis       |
| 2011        | Skotsko       | Stephen Hendry    |
| 2012        | Skotsko       | Walter Donaldson  |
| 2012        | Wales         | Mark Williams     |
| 2012        | Skotsko       | John Higgins      |
| 2012        | Anglie        | Ronnie O’Sullivan |
| 2013        | Wales         | Terry Griffiths   |
| 2013        | Anglie        | Joe Johnson       |
| 2013        | Irsko         | Ken Doherty       |
| 2013        | Anglie        | Peter Ebdon       |
| 2013        | Anglie        | Shaun Murphy      |
| 2013        | Skotsko       | Graeme Dott       |
| 2013        | Austrálie     | Neil Robertson    |
| 2014        | Severní Irsko | Denis Taylor      |
| 2014        | Kanada        | Cliff Thorburn    |
| 2015        | Anglie        | John Parrott      |
| 2015        | Anglie        | Mark Selby        |